# Onomastica cinese
I nomi propri (in cinese: 姓名S, xìngmíngP) degli abitanti della Cina e di Taiwan sono costituiti, secondo la tradizionale onomastica cinese, da un cognome (in cinese 姓S, xìngP) e da un nome (in cinese 名字S, míngzìP).
In cinese il cognome precede sempre il nome, nella forma scritta come in quella parlata ed in tutti gli usi; è inoltre prassi comune rivolgersi ad una persona utilizzando il suo nome completo (dunque chiamandola con il cognome e con il nome), anche in contesti informali. A titolo di esempio, dunque, un uomo di nome Wei (伟) ed appartenente alla famiglia Zhang (张) verrà chiamato Zhang Wei (张伟) e non Wei Zhang, seguendo l'ordine cognome-nome; sia i conoscenti che gli amici si rivolgeranno a lui (di regola) utilizzando il nome completo.
In contesti formali, ci si può rivolgere ad una persona anche utilizzando il solo cognome seguito (e non preceduto) da un titolo onorifico, quale xiansheng (先生S, xiānshēngP; analogo all'italiano signor...) o nüshi (女士S, nǚshìP, analogo all'italiano signora...), laoshi (老师S, lǎoshīP; letteralmente "insegnante" ed analogo all'italiano professor...), eccetera. In questi casi, il nome si omette ed il titolo viene posto dopo il cognome. Dunque, continuando l'esempio, per rivolgersi a Zhang Wei usando l'appellativo signor... si utilizzerà la formula Zhang xiansheng (张先生S, Zhāng xiānshēngP, "signor Zhang").
Presso i cinesi di etnia Han, i cognomi sono quasi esclusivamente monosillabici ed i nomi possono essere sia monosillabici sia bisillabici. Cognomi costituiti da più d'una sillaba sono praticamente inesistenti fra i cinesi Han, e lo stesso si può dire dei nomi di tre o più sillabe; pertanto, un nome completo cinese sarà tipicamente composto da due o tre sillabe in tutto, una per il cognome e una o (più spesso) due per il nome. Cognomi di due, tre o più sillabe sono però diffusi presso alcune minoranze etniche non-Han.
Nella forma scritta gli antroponimi (come qualunque altra parola cinese) vengono realizzati tramite caratteri, e la loro pronuncia può essere romanizzata attraverso vari sistemi di trascrizione, il più diffuso dei quali è, oggigiorno, il pinyin.

## Cognomi
Nella società cinese i cognomi vengono spesso trasmessi di padre in figlio, seguendo dunque una linea di discendenza maschile (come del resto avviene in molti altri paesi del mondo, Italia inclusa) anche se è possibile scegliere il cognome della madre; le donne di norma mantengono il proprio cognome da nubile anche dopo essersi sposate, invece di assumere quello del marito.
È pressoché proverbiale, in Cina, il basso grado di differenziazione dei cognomi: un termine colloquiale autoctono per riferirsi alla popolazione cinese nel suo complesso è Bai Xing (百姓S, Bǎi XìngP), letteralmente "cento cognomi". In effetti, stando a uno studio dell'Accademia cinese delle scienze, in Cina esistono al giorno d'oggi circa 4100 cognomi diversi, e la maggior parte di essi sono rari o di uso limitato a determinate regioni geografiche o etnie. Cento soli cognomi sono portati dall'85% della popolazione cinese (ovvero da più di un miliardo di persone) ed il 20% di essa porta uno dei tre cognomi maggiormente diffusi, che sono Wáng (王), Lǐ (李) e Zhāng (张). La distribuzione geografica di molti cognomi è inoltre estremamente diseguale, e di conseguenza molti cognomi sono fortemente geolocalizzati: ad esempio il cognome Chen (陈) è molto diffuso nel sud della Cina, ma più raro nelle regioni settentrionali. Il basso numero di cognomi è anche dovuto al fatto che in età antica i cognomi erano portati solo dai nobili e che i contadini, quando ebbero la possibilità di portarne uno, usarono quelli già esistenti.
I cognomi cinesi dell'etnia Han sono quasi esclusivamente monosillabici, costituiti dunque da un'unica sillaba e realizzati graficamente mediante un unico carattere. L'unica eccezione è costituita da una ventina di cognomi composti da due sillabe: di questi i più diffusi sono Sima (司马S, SīmǎP), Zhuge (诸葛S, ZhūgéP), Ouyang (欧阳S, ŌuyángP) e Situ (司徒S, SītúP). Presso numerose etnie non-Han della Cina sono invece diffusi cognomi di due o più sillabe: è il caso ad esempio di molti imperatori della Dinastia Qing, che fu fondata dai mancesi.

## Nomi
I nomi (prenomi) Han sono costituiti da una o massimo due sillabe, corrispondenti ad uno o due caratteri; mostrano una variabilità molto maggiore rispetto ai cognomi. Al giorno d'oggi i nomi di due sillabe sono più diffusi rispetto a quelli monosillabici, costituendo più dell'80% del totale.
I nomi in Cina vengono sempre posti dopo il cognome, sia nello scritto che nel parlato. Tanto in contesti formali che informali, è inoltre estremamente raro rivolgersi a una persona usando solo il nome: consuetudine vuole che si utilizzi sia il cognome che il nome, anche fra amici.
Per quanto riguarda i nomi bisillabici, va notato che le sillabe che li compongono costituiscono un'entità unica e non possono essere troncate: non è possibile rivolgersi ad una ragazza di nome Xiaoyu (小雨) chiamandola solo Xiao, o solo Yu.
In cinese i nomi, ed i caratteri con cui sono scritti, hanno sempre un significato letterale, per lo più associato con caratteristiche positive. I nomi maschili hanno spesso significati associati alla forza o alla fermezza di carattere, mentre nei nomi femminili sono più diffusi termini associati con la bellezza e la gentilezza. Tuttavia nella scelta di un nome, oltre al significato, concorrono anche fattori quali la musicalità della pronuncia o la bellezza del carattere con cui è scritto. Molti nomi sono composti da due sillabe che, pur avendo dei significati propri, insieme non significano nulla.
Una tradizione, soprattutto seguita in antichità, era quella di inserire nel nome dei figli maschi un carattere, di solito il primo, che indicasse se questo fosse primogenito, secondogenito, e così via.

La scelta dei nomi, cioè, seguiva rigorosamente l'"anzianità tra fratelli" (in cinese 排行S, páihángP), l'ordine dei figli in base all'età: vi era una successione precisa di caratteri, dal primo all'ultimogenito, che solitamente era: Bó o Mèng (伯, 孟), Zhòng (仲), Shū (叔), Jì (季), Zhì (稚), Yòu (幼) ecc. Per esempio, il nome di cortesia di Confucio, Zhongni, indica che fosse secondogenito; allo stesso modo, i quattro figli di Sun Jian si chiamavano Sun Ce, Sun Quan, Sun Yi, Sun Kuang, e i loro nomi di cortesia erano rispettivamente Bofu, Zhongmou, Shubi, Jizuo.

Per quanto riguarda le donne, prima del XX secolo, erano solitamente indicate nelle genealogie di famiglia come “某氏”, poiché spesso non avevano un "nome genealogico" ufficiale.
Un'altra usanza, a volte usata ancora oggi, è quella di inserire nel nome dei figli un carattere, di solito il primo, che indichi la generazione di appartenenza. Questo carattere è detto "nome di generazione" (in cinese 字辈S, zìbèiP, o anche variamente 行辈、派名、派行、派字), ed è condiviso da tutti gli individui della stessa generazione all'interno di una famiglia (per esempio, tutti i fratelli avranno lo stesso). Esso permetteva tradizionalmente di distinguere le generazioni di una famiglia, siccome generazioni diverse avevano zibei diversi. Inoltre, il "nome genealogico" comprende solitamente come primo carattere il nome di generazione.

### Alias inglesi nella diaspora cinese
Alcuni territori di lingua cinese o con forte presenza di persone di origine cinese, come Hong Kong, Singapore e la Malaysia, hanno l'usanza di utilizzare un nome inglese, in aggiunta a quello cinese.

## Tradizioni storiche
Nella tradizione cinese, i nomi di persona rivestono un ruolo molto più importante che in Occidente; hanno significati profondi che esprimono delle speranze sul futuro di un figlio, o delle caratteristiche della personalità, degli ideali dell'individuo, e così via. Ciò è legato anche all'insegnamento confuciano della rettificazione dei nomi (正名T, zhèngmíngP, cheng-mingW).
In vista di ciò, si può comprendere perché fosse abitudine, specialmente per le persone istruite, utilizzare molti nomi nel corso della vita, per scopi e in situazioni diverse. Quello più vicino alla nostra nozione europea di nome è il běnmíng (本名S, anche 真名S,  zhēnnmíngP): esso indica il nome completo ufficiale di una persona, riportato nei documenti ufficiali, come la carta d'identità e il passaporto. Come nel resto del mondo, questo può cambiare con l'individuo, per esempio attraverso un cambio anagrafico di nome, adozione, assunzione del cognome del coniuge, o naturalizzazione a una nazionalità straniera.

Ma ne esistevano storicamente molti altri: i nomi di cortesia, gli pseudonimi, i nomi da latte ecc., riportati nei successivi paragrafi.
Il sistema tradizionale dei nomi era molto complesso, e soprattutto cambiò molte volte nel corso della storia millenaria del paese, e nei diversi territori. Inoltre, non era un sistema in alcun modo rigoroso né unanimemente adottato dalla popolazione cinese, nemmeno dalla popolazione Han. Perciò famiglie diverse potevano avere usanze diverse, o individui diversi fare scelte diverse sull'uso dei nomi; non tutti i personaggi illustri avevano tutti i nomi sotto elencati, e non sempre, anzi, quasi mai, erano tutti nomi distinti: il benming poteva combaciare col nome da studio, o col nome genealogico; si potevano avere parecchi pseudonimi diversi o non averne alcuno ecc.

### Nomi proibiti
All'epoca della Cina imperiale erano in vigore leggi che proibivano l'utilizzo di determinati nomi propri. In particolare esistevano restrizioni in merito all'utilizzo dei nomi degli Imperatori e degli alti funzionari di Stato (pratica nota come 國諱T, 国讳S, GuóhuìP, lett. "tabù di stato"), all'utilizzo dei nomi dei propri antenati (家諱T, 家讳S, jiāhuìP, lett. "tabù di clan") e infine all'utilizzo di nomi di persone rispettate o considerate sante (聖人諱T, 圣人讳S, shèngrénhuìP, lett. "tabù delle persone sante"). Sebbene tali restrizioni siano meno sentite che in passato, nella Cina moderna è ancora molto raro che ai figli vengano dati nomi propri appartenuti agli antenati (in particolare genitori, nonni e bisnonni), a differenza di quanto avviene comunemente in Occidente.

### Nome di cortesia
Il nome di cortesia (字S, zìP o 表字S, biǎozìP) era un nome, diverso dal nome proprio, che veniva adottato dai membri delle classi alte nell'epoca imperiale, a partire dal conseguimento dei vent'anni. Tradizionalmente era infatti considerato scortese rivolgersi a qualcuno utilizzando il suo vero nome, e pertanto il nome di cortesia lo sostituiva di fatto in tutte le occasioni sociali, mentre il vero nome era riservato per l'utilizzo da parte dei parenti stretti in ambiente familiare. I nomi di cortesia erano generalmente prerogativa dei maschi, anche se in qualche caso potevano essere assegnati alle donne al momento del matrimonio. Il nome di cortesia veniva di solito scelto dai genitori, ed il suo conferimento ad un ragazzo costituiva un rito di passaggio che segnalava il suo ingresso nella società e nella vita adulta.
Yan Zhitui, letterato del periodo delle dinastie del Nord e del Sud (VI secolo), affermò che, mentre lo scopo del nome vero è quello di distinguere una persona dall'altra, il nome di cortesia deve esprimere l'integrità morale del portatore.
L'uso del nome di cortesia è caduto in disuso a partire dal Movimento del 4 maggio 1919, e ancor più dopo la Rivoluzione culturale; la pratica è del tutto scomparsa nella Cina moderna.

### Pseudonimi
Gli pseudonimi (號T, 号S, hàoP o 別號T, 别号S, biéhàoP) o "nomi di penna" (筆名T, 笔名S, bǐmíngP) erano nomi alternativi ai nomi di cortesia, utilizzati per evitare confusione in caso di omonimie, e talvolta a scopo letterario da parte di alcuni scrittori o poeti. Uno pseudonimo veniva scelto personalmente (a differenza del nome di cortesia, che era conferito dai genitori) e poteva contenere numerosi caratteri, spesso peculiari per scrittura o significato. Anche questa pratica è caduta in disuso insieme con quella del nome di cortesia, sebbene alcuni scrittori cinesi contemporanei continuino ad usare pseudonimi per firmare i propri lavori, cosa che del resto avviene anche in occidente: un esempio è il Premio Nobel per la letteratura Mo Yan, il cui vero nome è Guan Moye.

### Nome da latte
Secondo le fonti antiche, tra gli Han il nome era solitamente dato dal padre tre mesi dopo la nascita (ma, in altri casi, dopo il primo mese, dopo un anno, o anche prima ancora della nascita). Prima di aver scelto il nome, veniva usato nella famiglia stretta un nome da latte (乳名S, rǔmíngP o 小名S, xiǎomíngP, lett. "piccolo nome").
Alcune persone potevano continuare ad usare questo per tutta la durata dell'infanzia, o addirittura questo rimaneva il nome con cui venivano chiamate dai genitori anche in età adulta. In alcune famiglie, invece, dotate di un basso livello di istruzione, non veniva mai scelto ufficialmente un nome, e il bambino, una volta cresciuto, usava il nome da latte come nome reale.

### Nome di studio
Il nome di studio (學名T, 学名S, xuémíngP, o 訓名T, 训名S, xùnmíngP, a volte 大名S, dàmíngP, lett. "grande nome") è un nome tradizionalmente dato ai bambini di famiglie nobili o prestigiose al momento dell'ingresso nella vita scolastica, solitamente assegnato da un maestro, dal padre o da altre figure anziane, e serviva come appellativo in ambito scolastico, nei rapporti con professori e compagni.
Esempi celebri sono Sun Yat-sen (il cui xueming era Wen 文T), Deng Xiaoping (Xixian 希贤S) e Chiang Kai-shek (Zhiqing 志清T).

### Nome genealogico
Il nome genealogico (谱名S, pǔmíngP) è il nome con il quale una persona viene registrata nell'albero genealogico. Esso rappresenta la propria posizione e generazione all'interno della famiglia, e viene scelto in base ad usanze familiari. Di conseguenza, il primo carattere è solitamente il "nome di generazione", che dà informazioni utili sull'ordine delle generazioni.
Di seguito, alcuni esempi di personaggi celebri e i loro nomi:
|                         | Nome vero 本名               | Nome da latte 乳名              | Nome di studio 学名 | Nome di cortesia 字            | Pseudonimo 号                                      | Nome genealogico 谱名 |
| ----------------------- | ---------------------------- | ------------------------------- | ------------------- | ------------------------------ | -------------------------------------------------- | --------------------- |
| Sun Yat-sen             | 文 Wén                       | 帝象 Dìxiàng                    | 文 Wén              | 载之 Zàizhī                    | 逸仙 Yìxiān                                        | 德明 Démíng           |
| Mao Zedong              | 泽东 Zédōng                  | 石三 Shísān 石三伢子 Shísānyázǐ | /                   | 润之、润芝 Rùnzhī 咏芝 Yǒngzhī | 子任 Zǐrén 石山 Shíshān 二十八画生 Èrshíbāhuàshēng | 泽东 Zédōng           |
| Chiang Kai-shek         | 志清 Zhìqīng 中正 Zhōngzhèng | 瑞元 Ruìyuán                    | 志清 Zhìqīng        | 介石 Jièshí                    | 介石 Jièshí                                        | 周泰 Zhōutài          |
| Deng Xiaoping           | 希贤 Xīxián 小平 Xiǎopíng    | /                               | 希贤 Xīxián         | /                              | /                                                  | 先圣 Xiānshèng        |
| Confucio                | 孔丘 Kǒng Qiū                | /                               | /                   | 仲尼 Zhòngní                   | /                                                  | /                     |
| Laozi (Lao-tzu)         | 李耳 Lǐ Ěr                   | /                               | /                   | 伯阳 Bóyáng                    | /                                                  | /                     |
| 1. 2. 3. 4. 5. 6. 7. 8. |                              |                                 |                     |                                |                                                    |                       |

### Nomi postumi
I nomi postumi (諡號T, 谥号S, shìhàoP) venivano assegnati agli Imperatori cinesi (e, in casi rari, ad alti funzionari o eminenti personalità) dopo la loro morte. Il suo conferimento era un segno di rispetto, ed il nome postumo era utilizzato dalla morte del regnante in poi in tutti i documenti successivi e nelle cronache storiche. Molti degli imperatori cinesi più antichi, fino alla dinastia Tang, sono conosciuti solo tramite il nome postumo.

### Nomi templari
Il nome templare (廟號T, 庙号S, miàohàoP) era il nome degli imperatori deceduti come veniva inciso sulle tavolette ancestrali del Tempio degli antichi imperatori (Taimiao). Era diverso dal nome postumo, e più strettamente normato: un nome templare poteva essere composto da due soli caratteri: un aggettivo, relativo alla valutazione del regno del defunto imperatore, e un suffisso che poteva essere solo zǔ (祖), lett. "avo", per i fondatori di una dinastia, o zōng (宗), lett. "antenato", per tutti gli altri.

### Nomi dell'era
Il nome dell'era (年號T, 年号S, niánhàoP) era una sorta di pseudonimo adottato dagli imperatori durante il loro regno. A differenza dei nomi templari e dei nomi postumi, i nomi dell'era venivano utilizzati dai regnanti mentre questi erano ancora in vita (e in carica); in origine derivavano da motti o frasi augurali scelti dagli imperatori stessi, ed avevano allo stesso tempo un significato di buon auspicio. La pratica iniziò già con la Dinastia Han occidentale, e per molti secoli gli imperatori potevano scegliere diversi nomi dell'era riflettenti diversi periodi del loro regno. A partire dalla Dinastia Ming si consolidò la pratica di assumere un solo nome dell'era per imperatore, e molti regnanti di questa dinastia sono passati alla storia con il loro nome dell'era.

## Scrittura e pronuncia
Cognomi e nomi, come qualunque parola in lingua cinese, sono realizzati graficamente tramite caratteri. L'adozione, nella Repubblica Popolare Cinese, della scrittura semplificata ha ridotto il numero di tratti di molti caratteri, inclusi quelli utilizzati per formare i nomi propri. Come risultato, oggi numerosi nomi e cognomi vengono scritti in modo diverso nella Cina continentale rispetto a Taiwan o Hong Kong: ad esempio il corrispettivo non semplificato dei caratteri 张伟 (in cinese mandarino pronunciati Zhang Wei) è 張偉.

## Titoli e soprannomi
Esistono in Cina numerosi titoli d'onore che è possibile utilizzare quando ci si vuole rivolgere ad un estraneo o ad un conoscente in modo formale. Fra questi sono d'uso estremamente comune xiansheng (先生S, xiānshēngP) per gli uomini e nüshi (女士S, nǚshìP) per le donne, analoghi rispettivamente a signor... e signora... e che costituiscono un modo "neutro" per rivolgersi a qualcuno in modo rispettoso. Altri titoli sono maggiormente specifici e legati a status o professioni: un tipico esempio è il termine laoshi (老师S, lǎoshīP), che letteralmente significa "insegnante"/"professore", o il termine gong (工S, gōngP) che significa "ingegnere". In tutti questi casi, il titolo viene posto dopo il solo cognome, a mo' di suffisso: ad esempio il modo per rivolgersi ad una persona che faccia di cognome Zhang (张) sarà di volta in volta Zhang xiansheng (张先生 "signor Zhang") o Zhang laoshi (张老师 "professor Zhang") o ancora Zhang gong (张工 "ingegner Zhang"), ecc.
Fra amici di lunga data, in contesti non formali, vengono talvolta usati dei soprannomi; un esempio comune è l'uso dei prefissi xiao (小S, xiǎoP, letteralmente "giovane" o "piccolo") e lao (老S, lǎoP, lett. "vecchio") prima del cognome, impiegati come vezzeggiativi: ad esempio Xiao Zhang (小张 "piccolo Zhang") o Lao Zhang (老张 "vecchio Zhang"). Da notare come il termine "vecchio" in Cina non abbia connotati negativi, dal momento che nella società cinese tradizionale le persone anziane sono considerate degne di grande rispetto. Ad ogni modo, è il caso di sottolineare come l'uso di questi soprannomi sia indice di grande intimità, e possa essere frainteso o portare imbarazzo o offesa se è fuori contesto (in generale, per rivolgersi ad una persona cinese in modo informale l'impiego del nome completo è spesso la soluzione migliore).
Infine, per rivolgersi ai propri familiari di solito i cinesi non usano i nomi propri, bensì il termine che esprime la parentela: "madre", "padre", "zio", "fratello", eccetera. La terminologia relativa risulta talvolta piuttosto ostica agli occidentali, dal momento che in Cina esistono termini diversi a seconda del sesso, dell'ordine di nascita e del grado di parentela: si utilizzano infatti termini diversi per identificare i fratelli e le sorelle maggiori e minori, i nonni e gli zii paterni e materni (e per quanto riguarda gli zii, anche a seconda dell'ordine di nascita rispetto al proprio padre o alla propria madre) e così via.

## I nomi cinesi e le altre lingue

### Romanizzazione dei nomi cinesi
Come per qualunque altra parola cinese, la pronuncia dei nomi propri può essere resa graficamente tramite l'alfabeto latino attraverso il processo noto come romanizzazione. Esistono diversi sistemi di trascrizione atti allo scopo, ma il sistema ufficialmente adottato dalla Repubblica Popolare Cinese a partire dal 1958 è il pinyin, riconosciuto anche dall'Organizzazione internazionale per la normazione (ISO); nel 2009 anche Taiwan ha ufficialmente acquisito l'uso di questo sistema; il sistema fonetico più largamente usato in passato, anche in Italia, era invece il Wade-Giles. Per le regole generali della scrittura pinyin si rimanda alla voce relativa; per quanto concerne i nomi propri, la principale caratteristica di questo sistema è la resa dei nomi bisillabici come un'unica entità indivisibile, in cui la seconda sillaba è attaccata alla prima e tutta in minuscolo: ad esempio il nome femminile 小雨 viene trascritto come Xiaoyu (Xiǎoyǔ esplicitando i toni) e non come Xiao Yu. Questa è peraltro una marcata differenza rispetto al Wade-Giles, che prevedeva invece la scrittura delle sillabe staccate e collegate da un trattino: un esempio tipico è il nome di Mao, romanizzato Tse-tung in Wade-Giles ma reso come Zedong in pinyin.

### Trascrizione dei nomi propri occidentali
Il cinese non possiede un alfabeto in grado di trascrivere le parole straniere (in questo si differenzia dal giapponese che possiede l'alfabeto katakana, elaborato a tale scopo), perciò l'unico modo di rendere in cinese un nome proprio straniero è scriverlo utilizzando i caratteri cinesi. La scelta della sequenza di caratteri da utilizzare parte dalla ricerca di una pronuncia cinese che sia il più vicina possibile al suono della parola straniera originale. Si cerca di "adattare" la parola straniera alle regole fonetiche cinesi, per poi scegliere i caratteri corrispondenti alla pronuncia desiderata. Il risultato è che lo stesso nome proprio può avere differenti rese fonetiche in cinese, con conseguenti differenti trascrizioni. Un esempio immediato si può fare con il nome italiano Marco, che si può trascrivere come 马尔寇 (Mǎěrkòu) o 马可 (Mǎkě, vicino al suono del nome inglese Mark). Data la ricchezza di omofoni che caratterizza la lingua cinese, è anche possibile rendere la medesima pronuncia con sequenze di caratteri differenti. Ad esempio, il nome Maria, si può trascrivere sia con 马利亚 che con 玛丽亚 (entrambi si pronunciano Mǎlìyà).
Trattandosi di una pratica informale, priva di alcun valore legale o normativo, non esistono regole fisse per la scelta della resa cinese, se non quelle dettate dal proprio gusto personale. Esistono tuttavia alcune trascrizioni comunemente impiegate in cinese, in particolare per nomi di persona provenienti dall'inglese: è il caso dei nomi più comuni, come Mark (reso con il già citato 马可 , Mǎkě) o Robert (reso con il cinese 罗伯特, Luóbótè).
Esistono comunque delle trascrizioni convenzionali per i nomi di personaggi storici o famosi. A titolo di esempio si possono citare: Marco Polo, che in cinese si scrive 马可波罗 (Mǎkě Bōluó); Barack Obama, che diventa 巴拉克 奥巴马 (Bālākè Àobāmǎ); e Bill Clinton, che si trascrive 比尔 克林顿 (Bǐ'ěr Kèlíndùn). Trascrivere nomi più lunghi produce come risultato delle sequenze la cui pronuncia può risultare ostica anche per un cinese, come nel caso di Dante Alighieri, che diventa 但丁 阿利吉耶里 (Dàndīng Ālìjíyélǐ).
Lo stesso vale per i nomi propri di luoghi e città: Roma è 罗马 (Luómǎ), Milano è 米兰 (Mǐlán), Venezia è 威尼斯 (Wēinísī). Nomi di città non italiane sono rese in pari maniera: Copenaghen è 哥本哈根 (Gēběnhāgēn), Johannesburg è 约翰内斯堡 (Yuēhànnèisībǎo), e via dicendo.

### Sinizzazione dei nomi occidentali
Per chi deve interagire con parlanti di lingua cinese può essere fondamentale elaborare un proprio nome cinese. Molti nomi occidentali tuttavia risultano difficoltosi da adattare tramite il metodo della trascrizione, perché troppo lunghi (i nomi cinesi sono mediamente composti di sole tre sillabe, incluso il nome di famiglia) o comprendenti gruppi consonantici assenti in cinese (come nel caso del già citato Bill Clinton). Un comune nome di persona italiano come Francesco, si potrebbe trascrivere alla meno peggio con la sequenza 弗朗西斯科 (in pinyin: Fúlǎngxīsīkē), un accostamento alquanto innaturale per un parlante cinese. Per questo motivo una scelta assai diffusa tra chi decide di adottare un nome cinese consiste nel restringere la trascrizione a un numero limitato di sillabe del proprio nome originale, per ottenere un nome più breve e di più facile pronuncia. Nel caso di Francesco si potrebbe optare per la sola resa cinese della prima sillaba, ottenendo il nome 弗朗 (Fúlǎng, parola che suona assai più familiare a un orecchio cinese).
Per sinizzare completamente un nome occidentale è necessario anteporre al nome così ottenuto un "nome di famiglia", di norma tratto "sinizzando" la prima sillaba del proprio cognome straniero.
Non si tratta di un'invenzione moderna, ma di qualcosa che risale ai primi contatti ufficiali tra mondo cinese e mondo occidentale dell'era moderna. Nel XVI secolo i missionari gesuiti impegnati nell'evangelizzazione della Cina adottarono questo metodo per sinizzare il proprio nome allo scopo di interagire meglio con i cinesi. Il più celebre tra loro fu il missionario gesuita Matteo Ricci, famoso in Cina con il suo nome cinese 利玛窦 (Lì Mǎdòu).
La scelta dei caratteri da adottare per la trascrizione di un nome non è limitata soltanto dal fattore fonetico. Dal momento che un carattere è portatore di un significato indipendente, mediante il loro accostamento si possono evocare virtù o una qualità da associare a un nome. Si possono privilegiare qualità differenti per un nome maschile o per un nome femminile. Nell'esempio fatto per "Maria", la scelta del carattere 丽 evoca l'idea di bellezza ed eleganza, mentre 玛 corrisponde a una pietra preziosa, l'agata; elementi di spiccata valenza femminile che ben si prestano all'impiego in un nome di donna.
Si tratta di una lezione di cui i marchi occidentali hanno dovuto fare tesoro nel momento in cui hanno voluto entrare nel mercato cinese. Il caso più famoso è quello della Coca Cola, che per il proprio nome cinese ha scelto la trascrizione 可口可乐 (Kěkǒukělè), sequenza di caratteri in cui si associano gusto e felicità, che tra le varie interpretazioni si può rendere anche come è buona da bere, e ti renderà felice.